# Лазар Стојановић (редитељ)
Лазар Стојановић (Београд, 1. март 1944 — Београд, 4. март 2017) био је југословенски и српски режисер и глумац.

## Биографија
Рођен је у Београду. Најпознатији је по свом филму Пластични Исус (његов дипломски рад), због кога је осуђен на три године затвора, а филм је забрањен. Стојановић је једини режисер који је у СФРЈ осуђен и затворен због свог рада. Филм је у јавности приказан први пут тек 1990. године, а следеће године (1991) је на Филмском фестивалу у Монтреалу добио награду међународног жирија критике.
Иако један од родоначелника црног таласа, због ове казне био је скрајнут и није много радио. Филму се вратио тек 1980, а касније је углавном радио документарце. Најпознатији његови документарни филмови су о Радовану Караџићу (Живот и прикљученије Радована Караџића), Ратку Младићу (Успон и пад генерала Младића) и Шкорпионима (Шкорпиони - споменар). Појавио се као глумац у четири филма, а као асистент редитеља Саше Петровића радио је на филмовима Скупљачи перја и Биће скоро пропаст света.
Хапшен је и 1984. године због учешћа у Отвореном универзитету.
Био је противник национализма и заговорник чланства у НАТО.
Бавио се новинарством и био је један од оснивача недељника Време.
Супруга му је била Наташа Кандић.

## Режисер
- 1968 - Она воли (кратки филм)
- 1971 - Пластични Исус